# Mean Woman Blues
«Mean Woman Blues» — песня, впервые прозвучавшая в исполнении Элвиса Пресли в кинофильме 1957 года «Любить тебя» (англ. Loving You) с его участием. Также она была включена в его одноимённый с фильмом альбом-саундтрек Loving You и в мини-альбом (EP) из 4 песен Loving You Vol. II. Как отдельный сингл эта песня в исполнении Пресли в США не выходила.
Автор песни — Клод Деметриус.
Автор рецензии на саундтрек к фильму «Любить тебя» на сайте AllMusic характеризует «Mean Woman Blues» в исполнении Пресли как «мощный рок-н-ролл», который почти мог сойти за один из тех треков, что Пресли записал в ранний период своей карьеры на лейбле Sun.
В США в журнале «Билборд» песня «Mean Woman Blues» в исполнении Элвиса Пресли достигла 11 места в жанровом чарте синглов в стиле ритм-н-блюз (куда включались и песни, выпущенные на мини-альбомах) и также 11 места в чарте синглов в жанре кантри.

## Версия Роя Орбисона
| Оценки критиков | Оценки критиков |
| Источник        | Оценка          |
| --------------- | --------------- |
| AllMusic        | Без оценки      |

В 1963 году свою версию издал как сингл Рой Орбисон.